# Brusturoasa
Brusturoasa is een Roemeense gemeente in het district Bacău.
Brusturoasa telt 3531 inwoners.